# Кореніші
Кореніші (груз. ქორენიში) — село в Грузії.
За даними перепису населення 2014 року в селі проживає 77 осіб.